# Шилфханти (Пенсилванија)
Шилфханти (енгл. Chalfant) град је у америчкој савезној држави Пенсилванија.

## Демографија
По попису из 2010. године број становника је 800, што је 70 (-8,0%) становника мање него 2000. године.
| Група             | 2000.       | 2010.       |
| Белци             | 812 (93,3%) | 687 (85,9%) |
| Афроамериканци    | 33 (3,8%)   | 65 (8,1%)   |
| Азијати           | 6 (0,7%)    | 4 (0,5%)    |
| Хиспаноамериканци | 4 (0,5%)    | 3 (0,4%)    |
| Укупно            | 870         | 800         |